# Алберт Брукс
Алберт Лоренс Брукс (енгл. Albert Lawrence Brooks; Беверли Хилс, 22. јул 1947), рођен као Алберт Лоренс Ајнштајн (енгл. Albert Lawrence Einstein), амерички је глумац, режисер, сценариста и писац. Познат је по споредним улогама у филмовима Таксиста, Возач и Телевизијске вести који му је донео номинацију за награду Оскар. Позајмљивао је глас споредним ликовима у епизодама серије и филму Симпсонови, као и у Пиксаровом филму Потрага за Немом. Написао је сценарио за неколико комедија, које је такође режирао, укључујући филм У одбрану живота свог из 1991. са Мерил Стрип. Године 2011. објавио је свој први сатирични роман — 2030: Истинита прича о будућности Америке.

## Филмографија
| Улоге Алберта Брукса |                       |               |               | |
| Година               | Српски назив          | Изворни назив | Улога         | Напомена |
| 1976.                | Таксиста              |               | Том           | |
| 1991.                | У одбрану живота свог |               | Данијел Милер | режисер, сценариста |
| 1998.                | Веома опасна романса  |               | Ричард Рипли  | |
| 2003.                | Потрага за Немом      |               | Мерлин        | |
| 2007.                | Симпсонови            |               | Рас Каргил    | |
| 2011.                | Возач                 |               | Берни Роуз    | Награда Удружења бостонских филмских критичара за најбољу споредну мушку улогу Награда Удружења њујоршких филмских критичара за најбољег споредног глумца номинација — Златни глобус за најбољег споредног глумца у играном филму номинација — Награда Спирит за најбољег глумца у споредној улози |
| Телевизија           |                       |               |               | |
| 1990—2011.           | Симпсонови            |               | разни ликови  | 6 епизода |